# ضريح شاه ركن العالم
ضريح شاه ركن العالم هو ضريح في مدينة ملتان في إقليم البنجاب في باكستان، فيه قبر شيخ ركن الدين أبو الفتح المعروف باسم "شاه ركن العالم".
يعد الضريح من أقدم المباني التي تدل على العمارة التغلقية ومن أروع المعالم في شبه القارة الهندية. يزور الضريح أكثر من مائة ألف زائر في عرس سنوي.

## معرض الصور

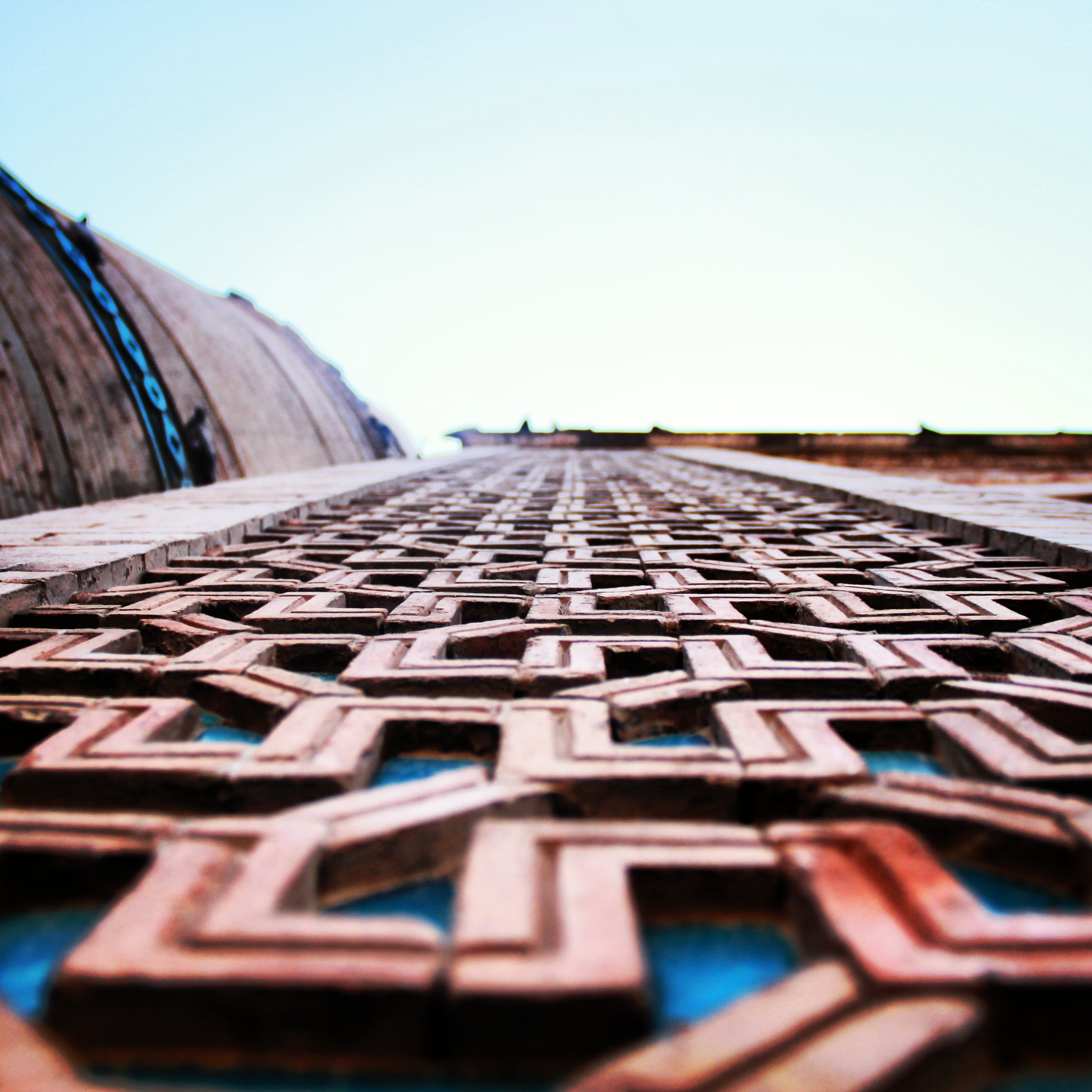
تفاصيل البناء بالطوب المنحوت في الضريح
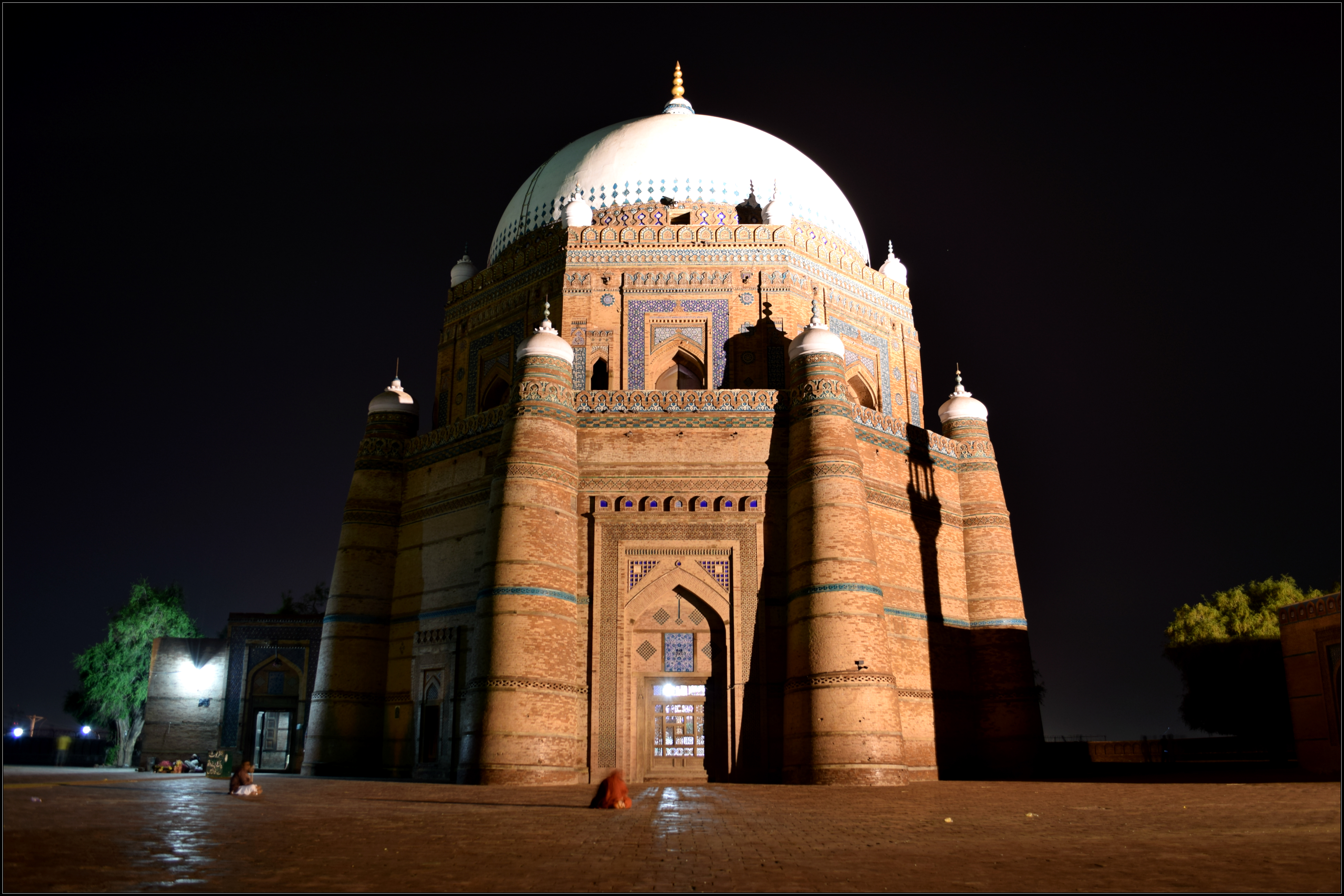
الضريح في الليل
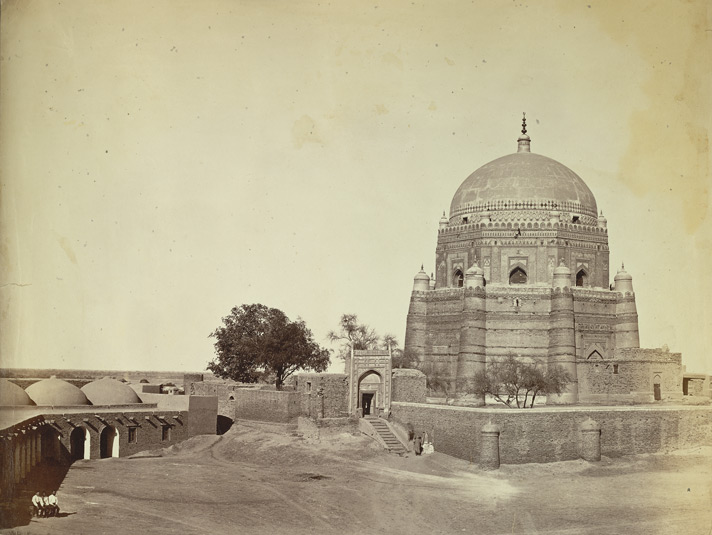
الضريح في سنة 1865
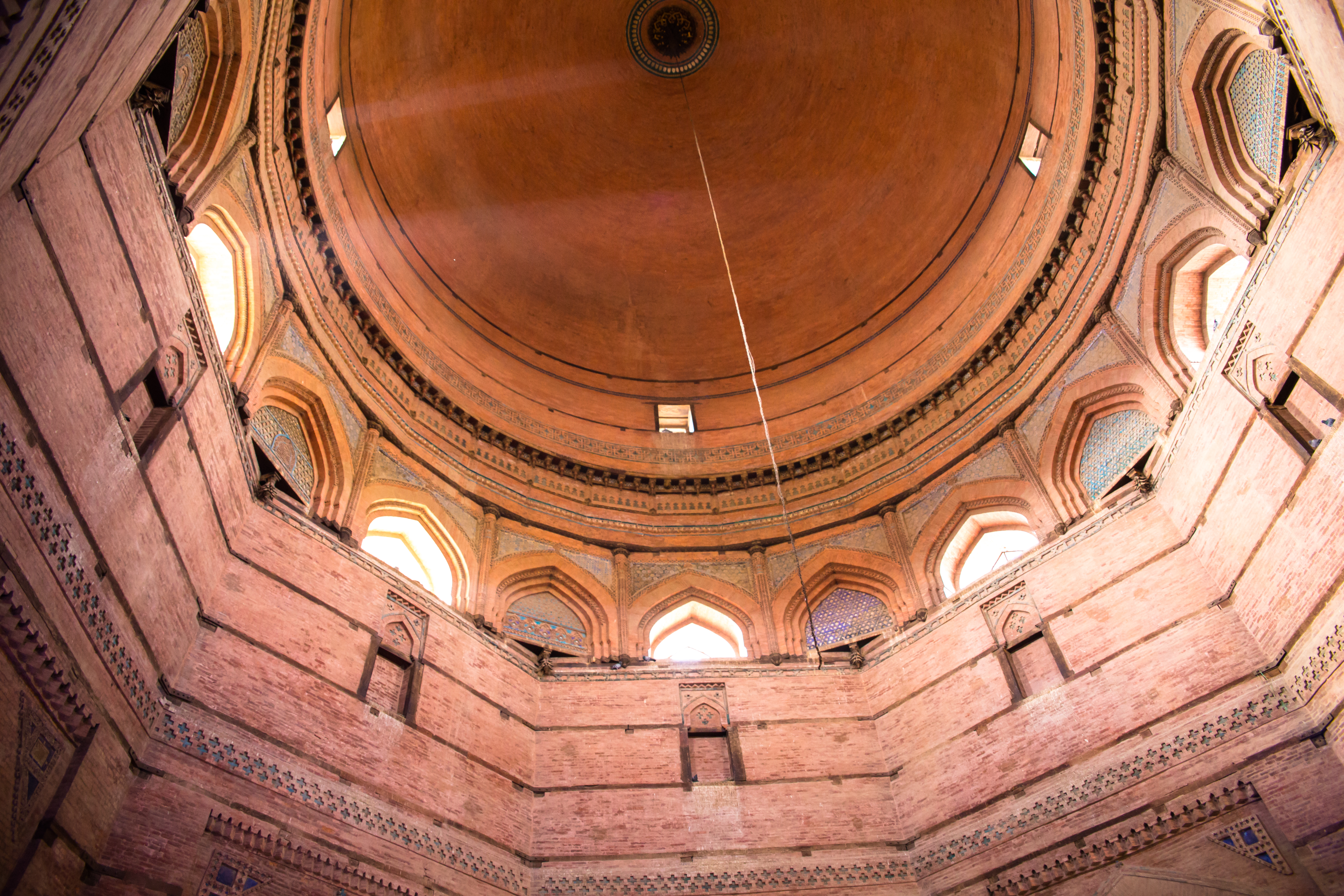
داخل قبة الضريح
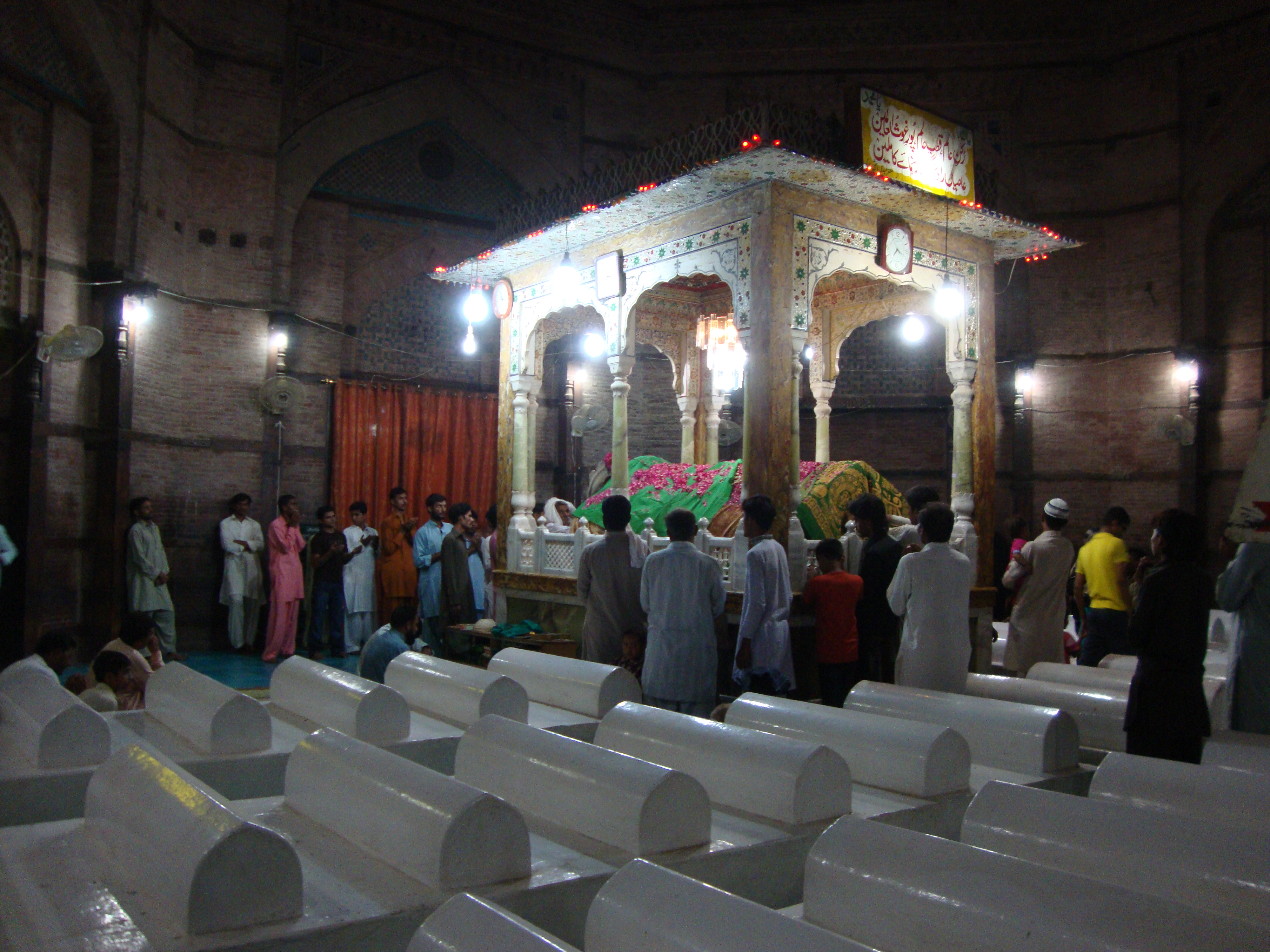
زوار داخل الضريح
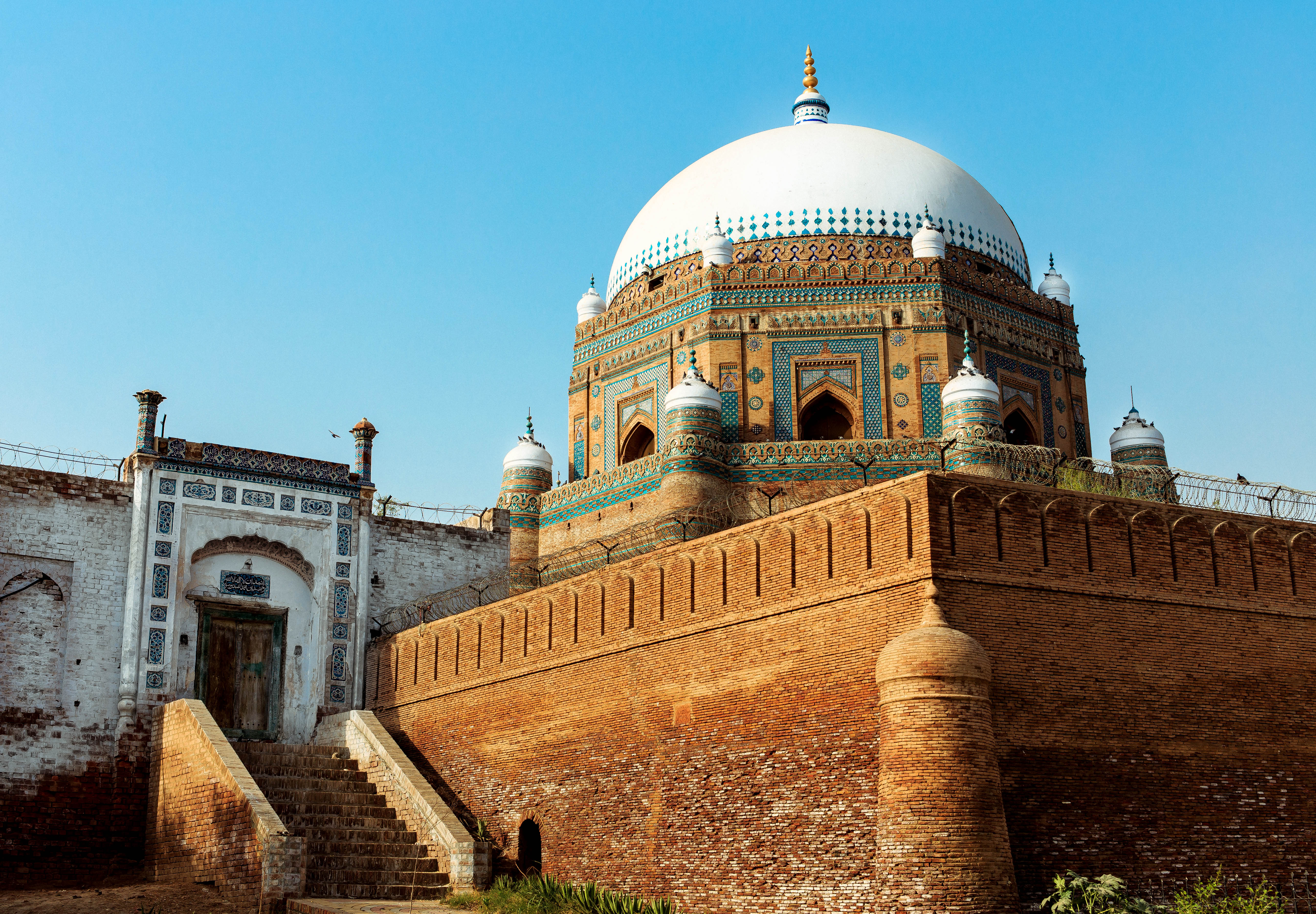
منظر خارجي للضريح
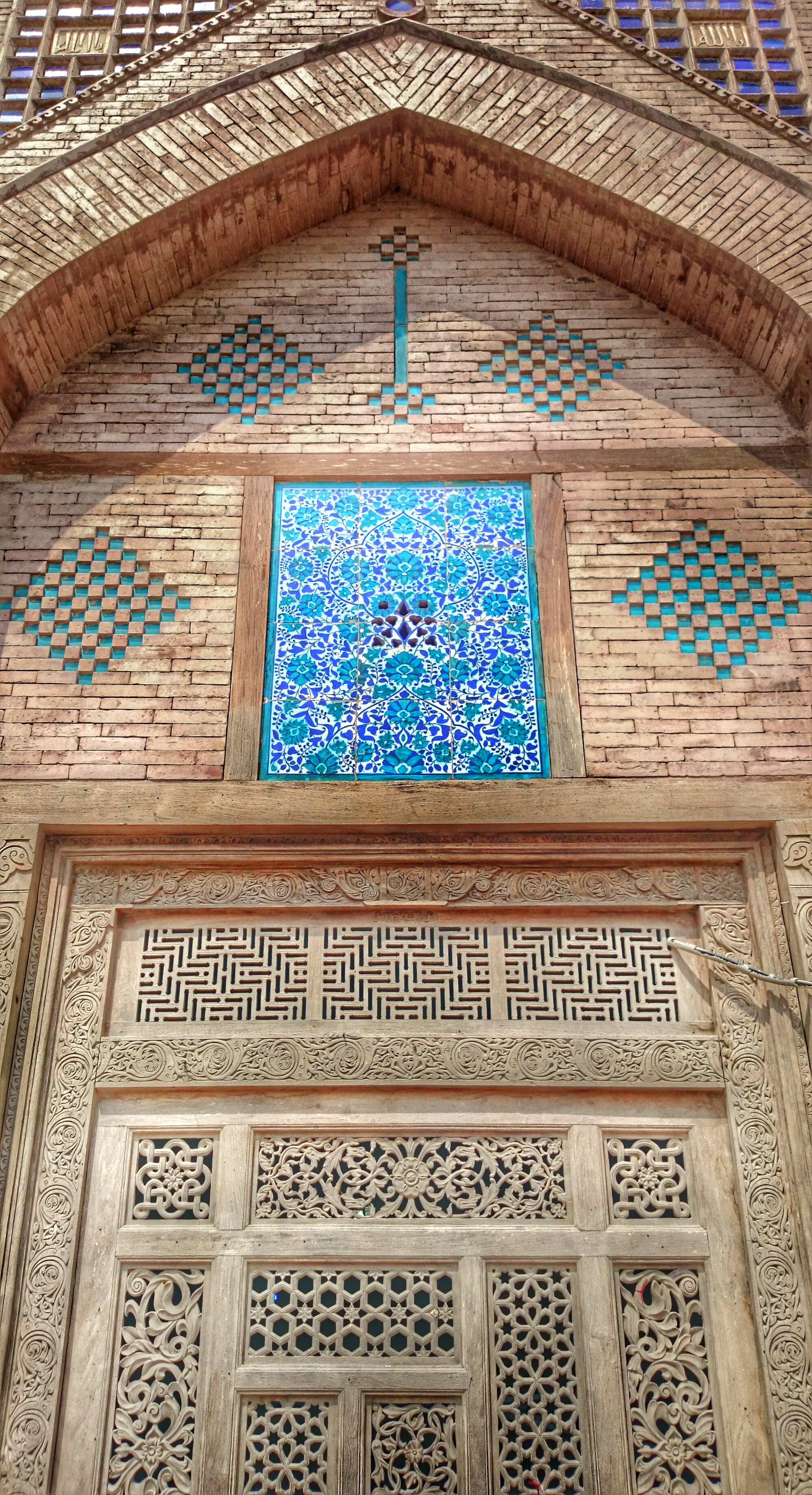
زين الجزء الخارجي من الضريح بمجموعة متنوعة من العناصر الزخرفية
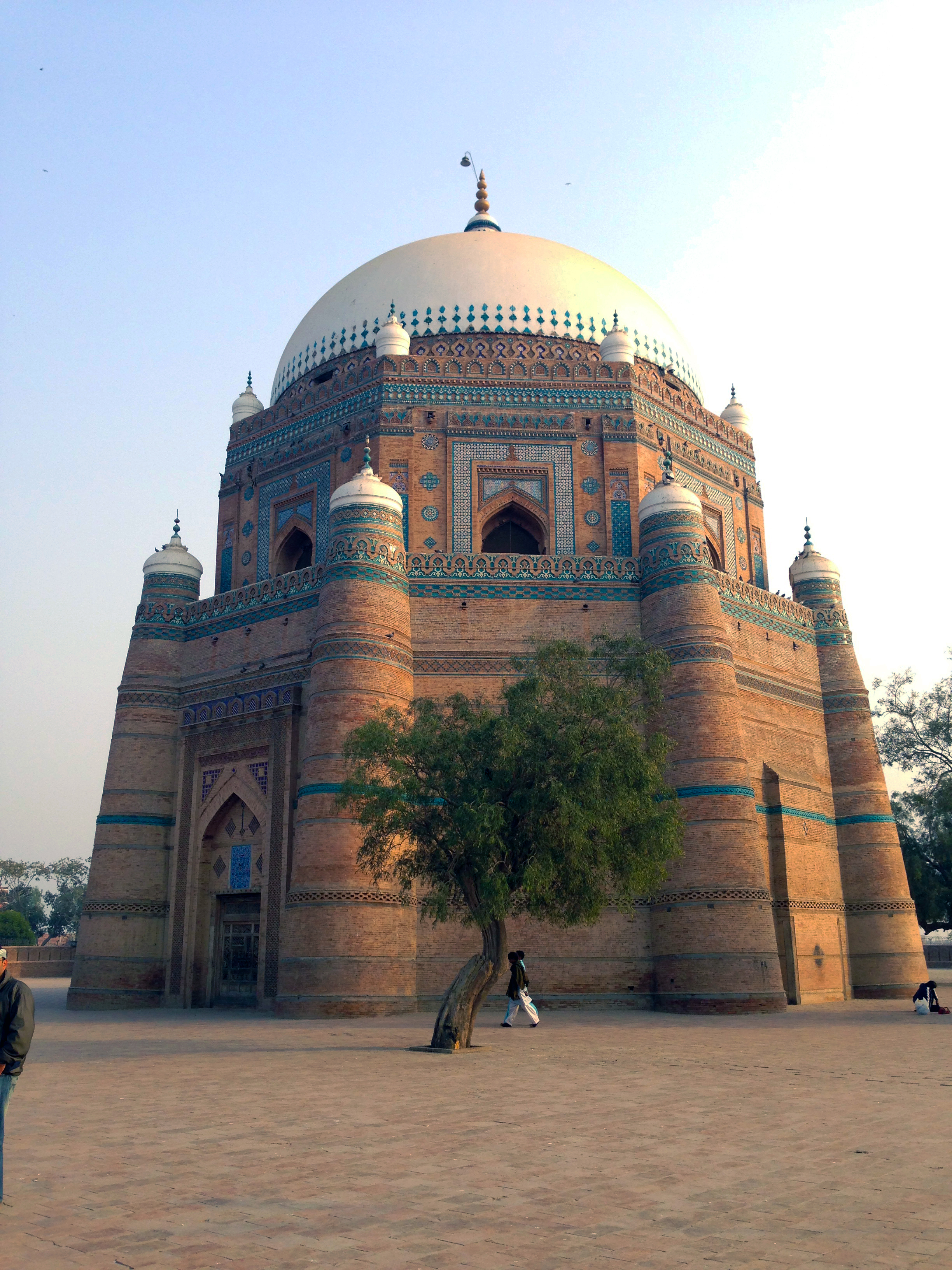
منظر للضريح من ساحته